# José María Aznar
José María Alfredo Aznar López (Madrid, 25 febbraio 1953) è un politico spagnolo, presidente del Governo di Spagna dal 5 maggio 1996 al 17 aprile 2004.
Presidente nazionale del Partito Popolare (PP) dal 1990 al 2004, Aznar riuscì a portare alla vittoria il suo partito nelle elezioni generali nel 1996, non raggiungendo tuttavia la maggioranza assoluta. Ricevette quindi l'incarico di formare un nuovo governo, sostenuto da partiti nazionalisti catalani (CiU), baschi (EAJ -PNV) e canari (CC). Durante il suo primo mandato, tra il 1996 e il 2000, il suo governo si è distinto per la liberalizzazione e la deregolamentazione dell'economia, tagliando la spesa pubblica e privatizzando varie società statali in settori strategici. L'economia è cresciuta e il paese ha soddisfatto i criteri di convergenza stabiliti a Maastricht, entrando così nel gruppo di paesi che avrebbero adottato l'euro come nuova valuta, la disoccupazione tuttavia è rimasta molto elevata. In altre aree, il suo governo ha dovuto affrontare l'omicidio da parte dell'ETA di Miguel Ángel Blanco, che portarono poi ai primi negoziati con l'organizzazione armata, tra il 1998 e il 1999.
Nelle elezioni del 2000, il PP ottiene invece la maggioranza assoluta e Aznar è nominato nuovamente Presidente del governo. In questo secondo mandato, l'economia ha continuato a crescere a tassi elevati e la disoccupazione è progressivamente diminuita.
A livello internazionale, durante il suo governo, la Spagna progredisce nell'integrazione nella NATO e si avvicina agli Stati Uniti, specialmente dopo l'inizio del governo di George W. Bush, sostenendo la cosiddetta "guerra al terrorismo" e l'invasione dell'Afghanistan.

## Biografia
Figlio del giornalista Manuel Aznar Acedo, José María Alfredo Aznar López nasce a Madrid. Nel 1975 si laurea in Diritto all'Università Complutense di Madrid.
Durante la sua gioventù militò nel Frente de Estudiantes Sindicalistas (FES), il sindacato degli studenti vicino all'organizzazione politica della Falange Española. Tuttavia, Aznar, come altri membri del FES, si mostrava critico verso il franchismo ed il suo movimento politico (Movimiento Nacional), rivendicando il ritorno al pensiero del fondatore della falange, José Antonio Primo de Rivera. Quest'adesione giovanile mutò, durante la transizione verso la democrazia, in un pensiero conservatore democratico, con l'adesione ad Alianza Popular (AP) nel 1979.

Aznar, insieme al primo ministro dell'Ungheria József Antall, il sindaco di Parigi e in seguito presidente della Francia Jacques Chirac e il primo ministro della Repubblica ceca Václav Klaus nel 1993

Nel 1982, a 29 anni, fu eletto deputato con "AP" nella circoscrizione di Avila e rieletto nel 1986. Nel 1987 divenne presidente della giunta della regione autonoma di Castiglia e León.
Vicepresidente del suo partito dal gennaio del 1989, divenuto Partito Popolare in quella data,  si dimise dall'incarico in Castiglia e León quando venne candidato per la presidenza del governo nazionale nelle elezioni generali del 29 ottobre 1989, dove risultò eletto come deputato nella circoscrizione di Madrid. Divenne presidente del suo partito nell'aprile 1990, succedendo a Fraga Iribarne.
Fu di nuovo candidato a presidente nelle successive elezioni generali del 6 giugno del 1993, nuovamente vinte dal PSOE.
Il 19 aprile del 1995, come capo dell'opposizione, fu vittima di un attentato dell'organizzazione terrorista ETA, dal quale uscì illeso. Nelle successive elezioni generali del 3 marzo 1996, il PP di Aznar conseguì la maggioranza relativa (156 deputati su 350). Dopo lunghi negoziati con le principali formazioni nazionaliste della Catalogna (CiU), delle province basche (PNV) e delle Canarie (CC), riuscì ad ottenere l'appoggio per la formazione del governo con il voto di fiducia del 4 maggio 1996, giurando come Presidente del Governo il giorno successivo.

### Aznar presidente del governo

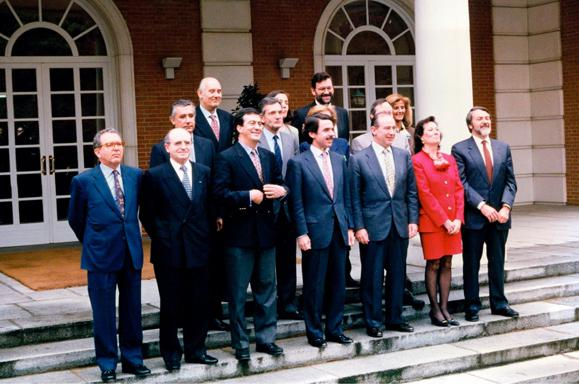
Foto di famiglia del primo governo di José María Aznar (maggio 1996)

Nelle elezioni generali del 2000, il PP ottenne un maggior successo, con la maggioranza assoluta del parlamento. In tal modo Aznar si riconfermò come presidente del governo per la legislatura 2000-2004. A partire dal 2002, però, la popolarità del governo Aznar si vide erosa da vari avvenimenti di politica interna (sciopero generale sulla riforma della politica del lavoro, proteste sulla riforma dell'istruzione, proteste sul piano idrologico nazionale, presunte ingerenze sulle TV) e da eventi esterni (disastro ecologico della nave Prestige, sostegno alla guerra in Iraq senza l'appoggio delle Nazioni Unite, disastro aereo in Turchia di un reparto che rientrava da una missione in Afghanistan). Durante gli anni della guerra in Iraq e dell'invasione dell'Afghanistan, il governo spagnolo divenne il principale sostenitore degli Stati Uniti, insieme al Regno Unito, al fine di posizionare la Spagna in una posizione di rilievo nella comunità internazionale.
Sul fronte economico, il governo conservatore di Aznar sta proseguendo e accentuando il programma di privatizzazioni già avviato dall'amministrazione di Felipe González, con l'obiettivo di soddisfare le condizioni poste dal Trattato di Maastricht per l'adesione all'euro. La spesa pubblica, soprattutto nei settori della ricerca e dell'assistenza sociale, viene ridotta e si sta progettando una riforma del mercato del lavoro.
In questo periodo la crescita economica media della Spagna è stata superiore a quella degli altri principali Paesi europei e i dati ufficiali sulla disoccupazione, che sotto il precedente governo avevano superato il 20% della popolazione attiva, sono scesi a circa l'11%. Tuttavia, questa riduzione della disoccupazione è accompagnata dallo sviluppo del lavoro precario e la pressione fiscale sulle classi lavoratrici è in aumento, secondo i sindacati. Inoltre, la riforma del lavoro promossa dal governo, che comprendeva una riduzione dei sussidi di disoccupazione e una maggiore flessibilità concessa alle aziende in termini di occupazione, ha incontrato una forte opposizione da parte della sinistra e dei sindacati, portando a un grande sciopero generale nel giugno 2002.
Il controllo del PP da parte di Aznar continuò formalmente fino al 1º settembre del 2003, con la nomina di Mariano Rajoy a presidente del partito e candidato a presidente del governo per le elezioni del 2004. Aznar annunciò che dopo tali elezioni si sarebbe ritirato infatti dalla politica attiva.
Tre giorni prima delle elezioni del 2004, una cellula jihadista, presumibilmente motivata dal sostegno della Spagna alle invasioni di Iraq e Afghanistan, fece esplodere dieci zaini carichi di esplosivi in quattro attentati coordinati in diverse stazioni di treni pendolari di Madrid. Il governo di Aznar inizialmente accusò l'ETA come l'autore dell'attacco, ipotesi che mantenne per alcuni giorni, preoccupato per la perdita di voti che avrebbe potuto portare l'idea di un attacco di matrice islamista. Tuttavia, questa strategia risultò fallimentare, poiché il Partito Popolare perse le elezioni, non tanto per gli attacchi in sé, ma per la convinzione dell'opinione pubblica che il governo avesse mentito deliberatamente.

### Dopo il governo

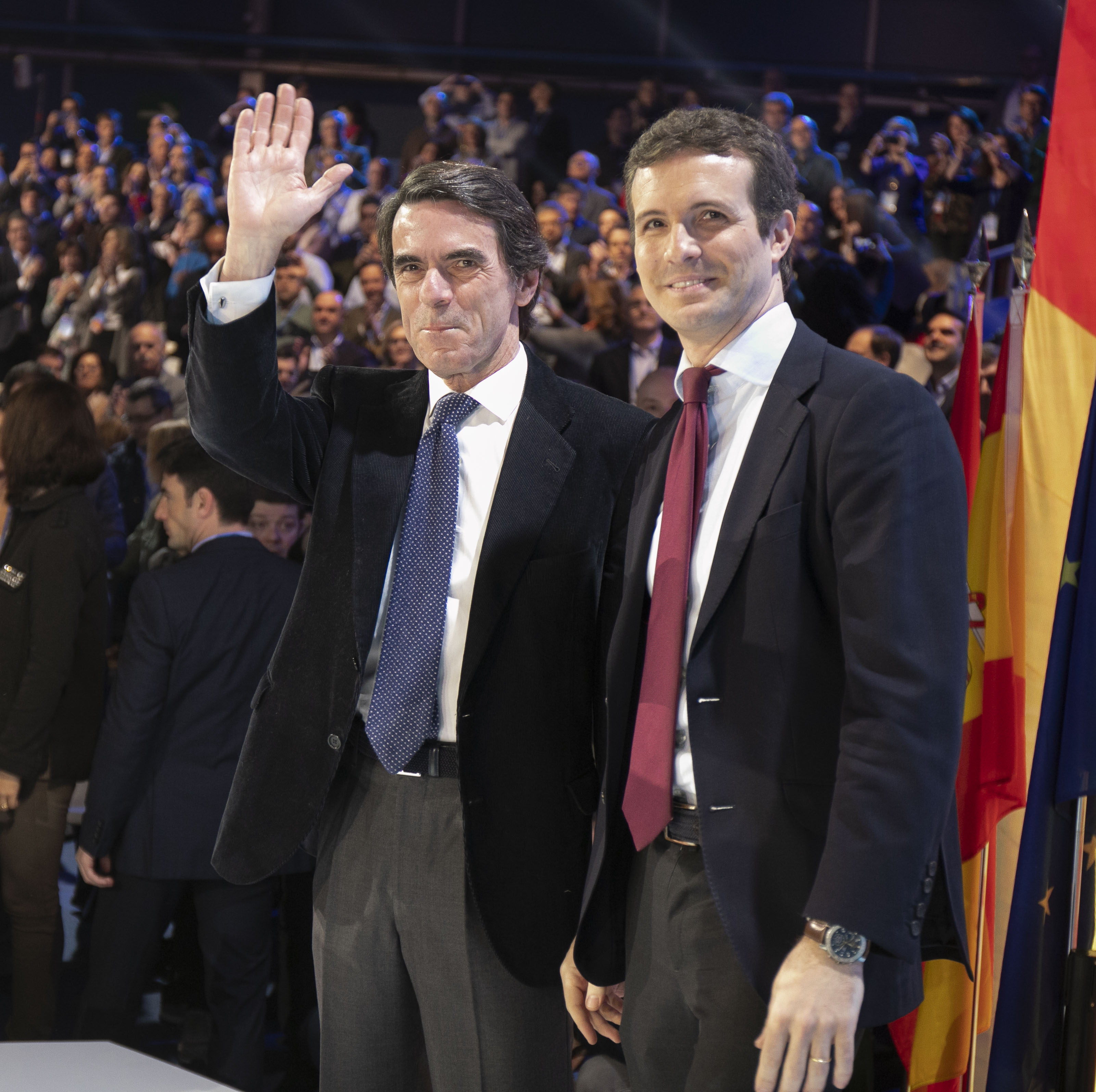
Aznar nel 2019 con Pablo Casado

Dopo l'inaspettata sconfitta elettorale del 14 marzo del 2004, anche dovuta alle decisioni politiche del PP sulla guerra in Iraq e soprattutto alle dichiarazioni circa gli attentati di matrice islamica dell'11 marzo del 2004, ritenute reticenti o addirittura mendaci da parte dell'opinione pubblica, il peso politico di Aznar si affievolì, limitandosi a condizionare la politica del PP con atteggiamenti molto critici e duri verso il governo del PSOE di Zapatero. Dalla sconfitta elettorale del 2004, è il presidente della Fondazione per l'analisi e gli studi sociali (Faes), il centro studi del Partito Popolare spagnolo e fino al 2016, è stato anche presidente onorario dello stesso partito.
Nel giugno del 2006 - primo membro non anglosassone - fu nominato membro del Consiglio di amministrazione della News Corporation, proprietà di Rupert Murdoch, composta fra gli altri da importanti dirigenti di J.P. Morgan Stanley e Rothschild Investment. La compagnia controlla grandi imprese di media come la 20th Century Fox, la Fox Broadcasting Company, il National Geographic Channel, oltre ad innumerevoli giornali, riviste e portali internet. A seguito di questa nomina Aznar si dimise da membro del Consiglio di Stato spagnolo, carica prevista dalla riforma del governo socialista di José Luis Rodríguez Zapatero per tutti gli ex-presidenti del governo. L'anno dopo divenne presidente della divisione America Latina del gruppo.
La figura di Aznar, che è venuta a presentarsi come "l'erede della tradizione liberale spagnola", è uno dei riferimenti del settore liberal conservatore del centro-destra conservatore spagnolo. I suoi governi hanno portato ad un cambiamento nella direzione della politica estera spagnola, orientandola verso l'atlantismo, promuovendo un avvicinamento a Tony Blair e George W. Bush, a scapito delle relazioni con l'asse franco-tedesco.
Nel 2019 gli viene conferito alla Camera dei deputati il Premio America della Fondazione Italia USA.
Nel 2022, il suo stipendio cumulativo da quando ha iniziato a prestare consulenza a Rupert Murdoch nel 2006 ha superato i 4 milioni di dollari.

## Visioni politiche

### Problemi ambientali

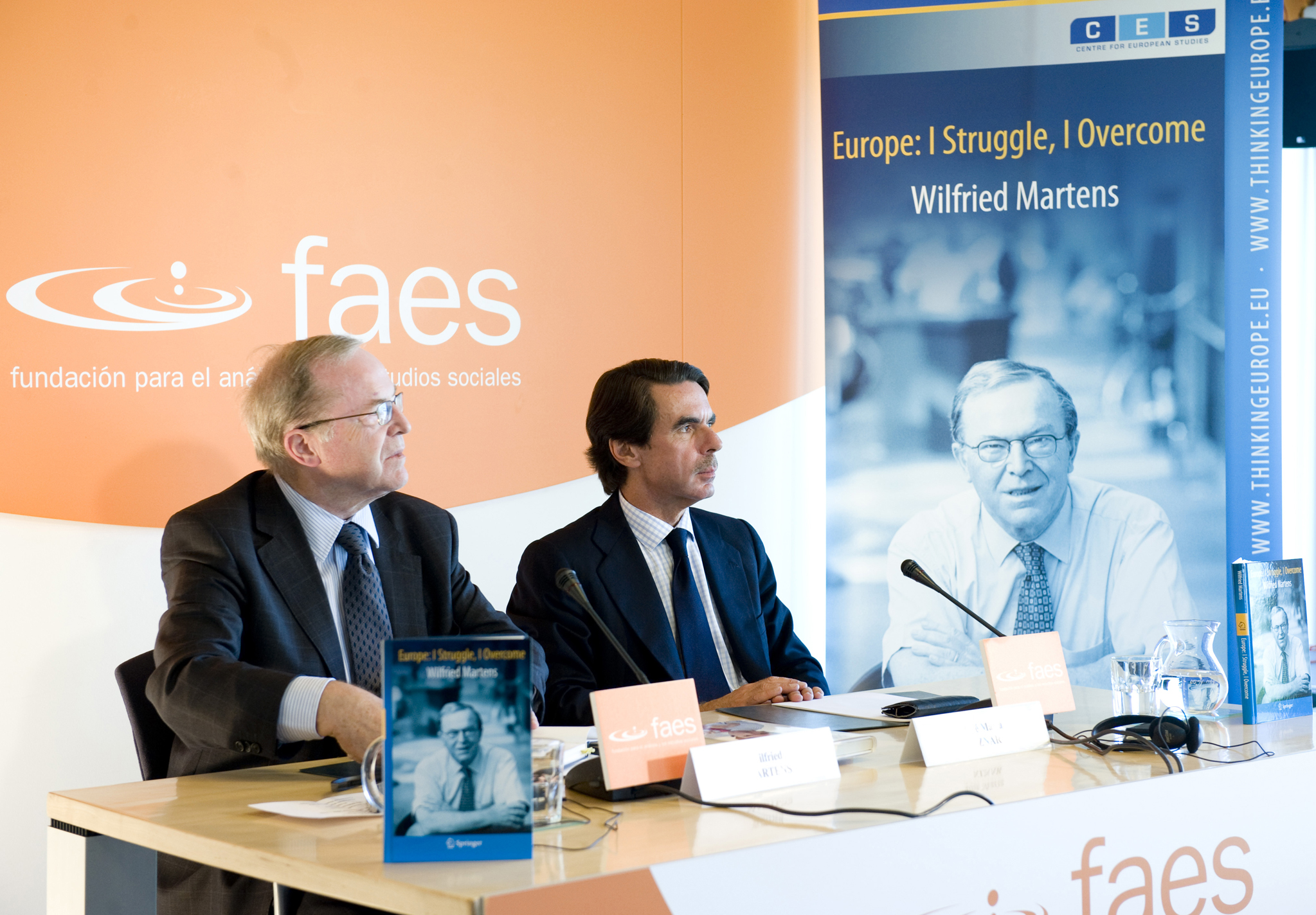
Aznar in compania di Wilfried Martens alla presentazione di un libro

Nell'ottobre 2008, in occasione di una visita del presidente ceco Václav Klaus nella capitale spagnola, Aznar ha affermato che il cambiamento climatico antropogenico è una teoria "scientificamente discutibile", divenunta una sorta di religione, e che i suoi seguaci erano "nemici della libertà". Questi punti di vista erano simili a quelli espressi da Klaus nel suo libro "Blue Planet in Green Shackles", che è stato pubblicato in spagnolo dalla FAES.
Il discorso di Aznar suscitò una certa perplessità, dal momento che il suo governo era stato un firmatario del Protocollo di Kyoto nel 1998, e sembrava che in seguito avesse cambiato idea sui cambiamenti climatici. Nel 2009 Aznar avrebbe dovuto parlare ad una conferenza dell'Heartland Institute, annunciata come la "più grande riunione mondiale di scettici del riscaldamento globale", tuttavia si ritirò con breve preavviso e, in assenza di una spiegazione pubblica, venne detto che lo fece per risparmiare imbarazzo al suo partito. Il Partito Popolare ha preso le distanze dalle visioni ambientali di Aznar, classificandolo parte di una "minoranza scettica" all'interno dei suoi membri. Tuttavia, alcuni politici del Partito Popolare favorirono Aznar e volevano un dibattito pubblico sul cambiamento climatico, in particolare Esperanza Aguirre.
Dal 2010, però, Aznar è stato presidente del Consiglio consultivo del Global Adaptation Institute, un organismo che si occupava dell'adattamento ai cambiamenti climatici

### Politica estera

#### Israele

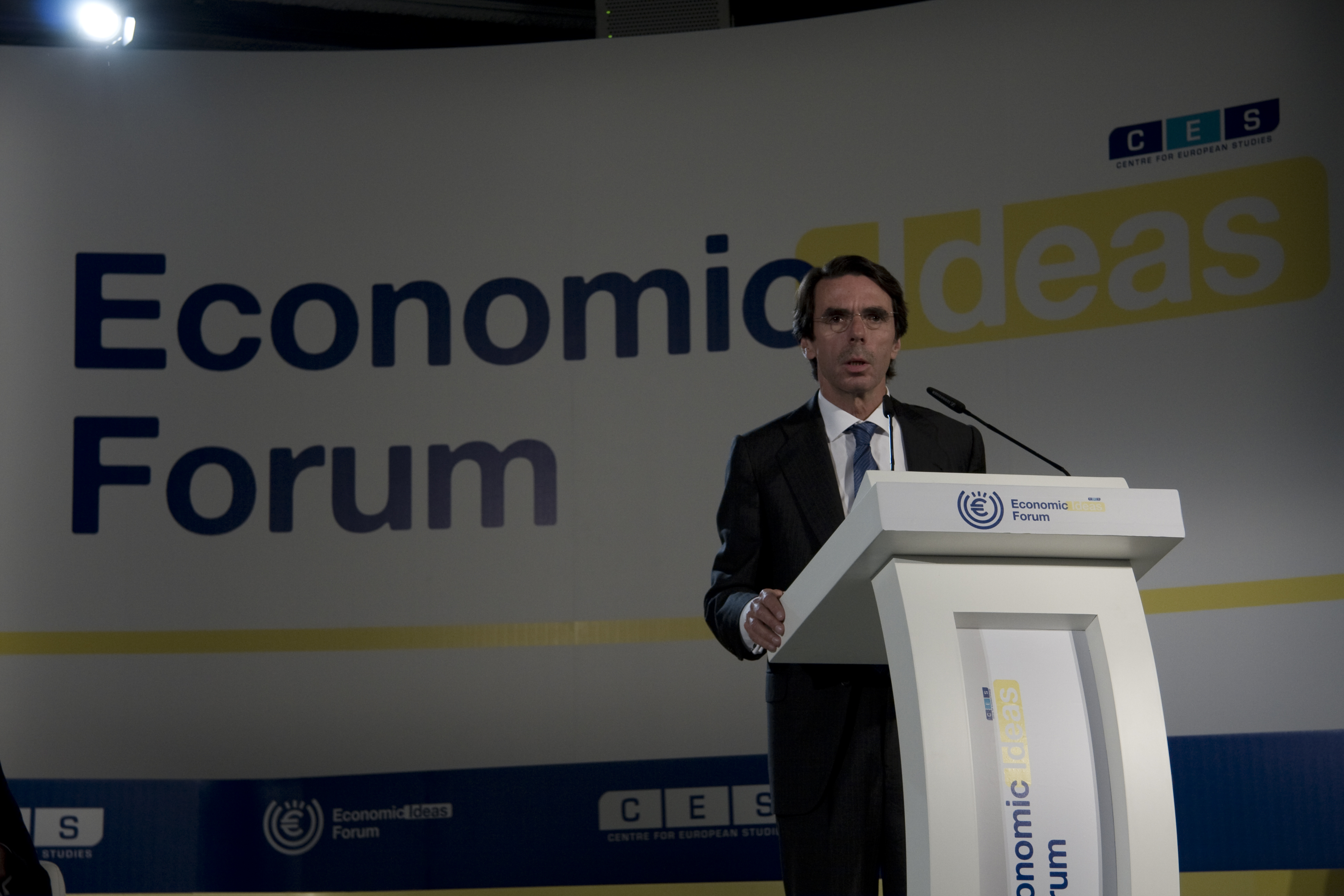
José María Aznar a l'Economic Ideas Forum, Madrid nel 2010

Nel 2010 Aznar ha fondato Friends of Israel Initiative, con l'obiettivo dichiarato di "contrastare i tentativi di delegittimare lo Stato di Israele e il suo diritto a vivere in pace entro confini sicuri e difendibili". Riferendosi alla sfortunata acquisizione della Mavi Marmara da parte dei commando israeliano, Aznar ha affermato nel 2010 che il mondo deve sostenere Israele perché "se scende, andiamo tutti giù". Ha detto che "in un mondo ideale, l'assalto del commando israeliano non sarebbe finito con nove morti e dei feriti: in un mondo ideale, i soldati sarebbero stati accolti pacificamente sulla nave". Ha criticato la Turchia, per aver messo Israele "in una situazione impossibile" in cui avrebbe dovuto rinunciare alla sua sicurezza o affrontare la condanna mondiale. Aznar ha concluso che Israele è la prima linea di difesa dell'Occidente e deve essere protetta.
Nel 2014, in un discorso alla Camera dei Comuni britannica, Aznar ha affermato che Israele è necessaria all'Unione europea. Ha detto che il suo rapporto raccomanda che, a causa della sua cultura occidentale e dei benefici che porta l'Unione europea, Israele dovrebbe diventare un membro a pieno titolo dell'Unione europea senza condizioni preliminari.

## Controversie

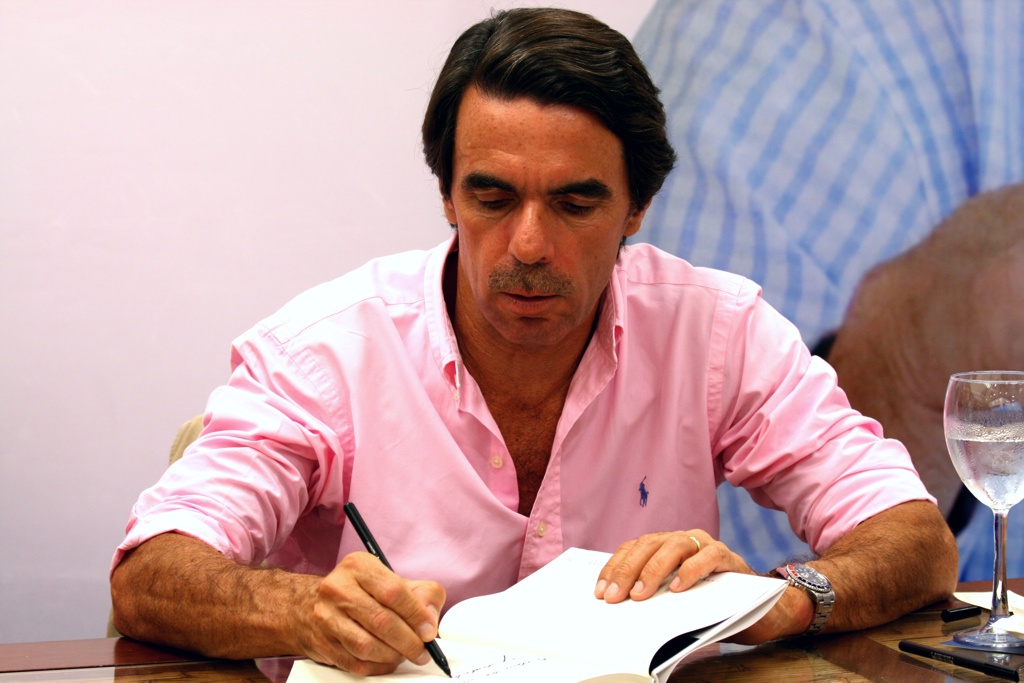
Aznar firma copie del suo libro a Vigo nel 2009

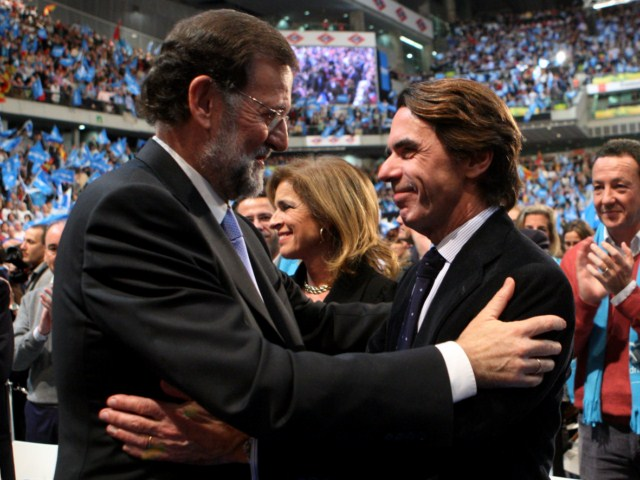
Aznar saluta Mariano Rajoy nella cerimonia di chiusura della campagna elettorale generale del novembre 2011

Il governo di Aznar ha conferito postumo una medaglia di merito civile a Melitón Manzanas, il capo della polizia segreta di San Sebastián e il primo membro di alto profilo del governo franchista ucciso dall'ETA nel 1968. Manzanas è stato ampiamente considerato un torturatore e Amnesty International ha condannato il premio.
Dopo le elezioni del 2004 è stato rivelato che Aznar e il suo governo muovevano segretamente fondi pubblici in uno studio legale degli Stati Uniti per fare pressione per la concessione della Medaglia d'oro del Congresso ad Aznar. Il contratto consisteva in un primo pagamento di $ 700.000 USD per i primi sette mesi, seguito da $ 100.000 mensili fino a raggiungere la somma di $ 2 milioni.
In un'intervista rilasciata a BBC World il 27 luglio 2006, ha espresso dubbi sul fatto che gli "islamisti" fossero i soli colpevoli delle contestate bombe del treno di Madrid del 2004: "Si conoscono in questo momento alcuni autori degli attacchi, ma non si sa chi ha immaginato l'attacco, chi è il leader dell'attacco, chi ha avuto l'idea dell'attacco, chi ha stabilito e supportato i mezzi per l'attacco, chi ha definito la logistica degli attacchi, chi ha stabilito le strategie dell'attacco. [...] Penso che una parte degli autori siano islamisti, ma penso che questo non sia solo un attacco islamista".
Durante una conferenza a Washington all'Hudson Institute, un think tank statunitense di stampo conservatore, il 23 settembre 2006, riferendosi ai commenti di Papa Benedetto XVI su Islam e violenza, Aznar chiese perché i musulmani non si siano scusati per aver occupato la Spagna per 800 anni come Al-Andalus. Definì quindi "stupida" l'iniziativa dell'Alleanza delle Civiltà. Il suo riferimento alle scuse fu una risposta alle dimostrazioni che chiedevano al Papa di scusarsi. Un funzionario del PP chiarì il discorso di Aznar, dicendo che il Primo Ministro aveva ritenuto inutile chiedere scusa per degli eventi storici.
La rivista americana Foreign Policy lo classifica tra i "cinque peggiori ex presidenti del mondo" per il suo comportamento post-presidenza. Secondo la rivista, José María Aznar si è distinto per la sua "retorica estrema", per le sue posizioni negazioniste sulla questione del riscaldamento globale, il suo rifiuto agli sforzi del dialogo interreligioso o per aver dichiarato che l'elezione di un afroamericano alla presidenza degli Stati Uniti avrebbe portato a un "disastro economico".

### Accuse di corruzione
Nel 2015, dopo una serie di casi distribuiti su diversi anni, 11 dei 14 membri del governo di José María Aznar nel periodo 2002-2003 sono stati incarcerati o perseguiti per atti di riciclaggio di denaro e frode fiscale. Aznar stesso è sospettato dai tribunali spagnoli di aver beneficiato di una indennità di partito tra il 1990 e il 1996 per un importo di 782.695 euro.
È stato citato a comparire davanti ai giudici nel marzo 2021 per spiegare il "fondo B" che il PP avrebbe mantenuto per più di vent'anni. Questo è stato utilizzato per ricevere donazioni anonime da parte di dirigenti d'azienda al fine di pagare "supplementi di stipendio" ai dirigenti del partito.

## Vita privata
È sposato con Ana Botella, sindaco di Madrid dal 2011 al 2015, da cui ha avuto tre figli: José, Maria Ana e Alonso. La loro figlia ha sposato Alejandro Agag a El Escorial il 5 settembre 2002 e ha quattro figli.